# يلي صالاحي
يلي صالاحي (بالألمانية: Ylli Sallahi)‏ (6 أبريل 1994 في النمسا - ) هو لاعب كرة قدم نمساوي في مركز الدفاع. شارك مع منتخب النمسا تحت 21 سنة لكرة القدم. أما مع النوادي، فقد لعب مع بايرن ميونخ الثاني وبايرن ميونخ ونادي كارلسروه وKapfenberger SV ‏.

## روابط خارجية
- يلي صالاحي على موقع قاعدة بيانات كرة القدم.إي يو (الإنجليزية)
- يلي صالاحي على موقع Soccerway.com (الإنجليزية)
- يلي صالاحي على موقع عالم كرة القدم.نت (الإنجليزية)
- يلي صالاحي على موقع AS.com (الإسبانية)